# Bartus Ödön

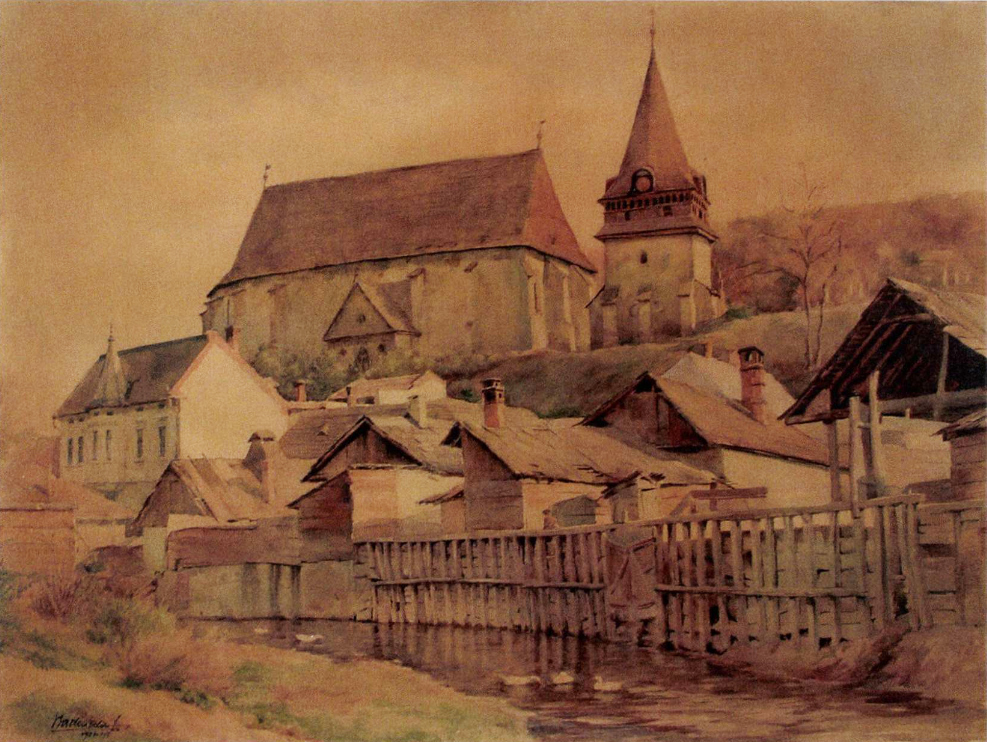
Az avasi templom

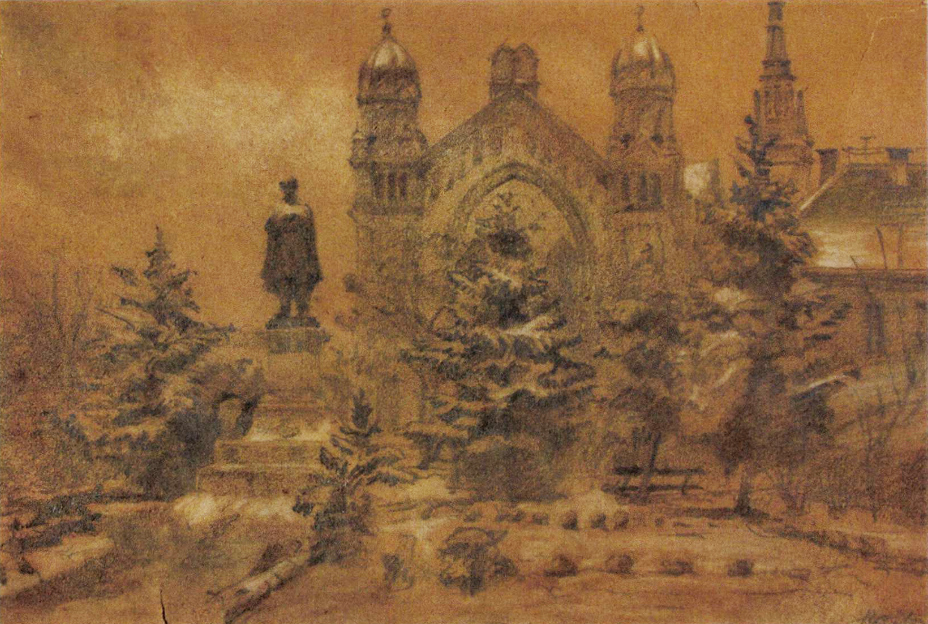
A Palóczy utcai zsinagóga

Bartus Ödön (Miskolc, 1888. május 1. – Miskolc, 1950. november 1.) miskolci festőművész.

## Élete, munkássága
Hivatalnokcsaládba született, középiskolai tanulmányait szülővárosa református főgimnáziumában végezte. 1908-tól a budapesti Képzőművészeti Főiskolán tanult ösztöndíjasként, Révész Imre és Edvi Illés Aladár voltak a mesterei. 1912-ben végzett középiskolai rajztanári oklevéllel, és az eperjesi tanítóképző intézetben helyezkedett el. Az első világháború kitörésekor besorozták, és a fronton az autósoknál, majd a repülősöknél szolgált. Jó katona volt, mert főhadnagyként szerelt le 1918-ban, érdemei elismeréseként pedig megkapta a koronás arany érdemkeresztet, a Signum Laudist és a háborús emlékérmet.
Leszerelése után Miskolcra tért vissza, szülővárosában aktívan bekapcsolódott a képzőművészeti életbe, és egyéni tárlaton mutatkozott be a Reggeli Hírlap kiadóhivatalában. A Tanácsköztársaság elől Bártfára ment, de annak bukása után visszaköltözött. Az eperjesi tanítóképző Miskolcra kerülése után megkapta régi rajztanári állását. 1919-ben Meilinger Dezső festőművész és Nyitray Dániel szobrászművész létrehozta művészeti szabadiskoláját, ahol akvarellfestést tanított. Adva volt az anyagi biztonság, de a festészettel csak a szabadidejében foglalkozhatott. Ennek ellenére évente rendezte kiállításait.
Jól megértette magát a két alapítóval, közös művészeti elveket vallottak, és hamarosan mindannyiuk szellemi vezérévé vált. Jó volt a szervezőkészsége, gyakorlatias volt, ami szükséges volt egy intézmény ügyeinek intézéséhez. A Miskolci művésztelep 1921-es megalakulása után kilépett állásaiból, és önellátó művészként próbált megélni. Kapott egy műtermet a Művésztelepen, ott dolgozott. Az önálló művészélet persze sok szervezést, utánajárást is igényelt, ekkor kamatoztatta szervezőkészségét kiállításszervezésben, írásaival, egyesületi munkával próbálta egyengetni a saját és a művésztársak útját.
Az 1920-as években a nagyobb lélegzetű megbízások is megtalálták. 1922-ben készítette a hodoscsépányi római katolikus templom oltárképét (Keresztelő Szent János fejevétele), majd 1926-ban Diósgyőr község rendelt meg egy reprezentatív alkotást, a diósgyőri várromról készült nagyméretű, 2,5×2 méteres kép a tanácsterembe került. Művészeti szakírói munkássága is jelentős: sorozatban jelentette meg írásait a helyi és az országos sajtóban, katalógusokban, és elsősorban a miskolci képzőművészet meg- és elismertetése ügyében írt. Rendkívül fontos az 1929-ben megjelent színvonalas Miskolc monográfia (Halmay Béla polgármester és Leszih Andor múzeumigazgató szerkesztésében és részbeni szerzőségével), amelynek Miskolc képzőművészete című fejezetét Bartus Ödön írta. 1930-ban elnyerte Miskolc város kétezer pengős római ösztöndíját és a Lévay József Közművelődési Egyesület ehhez nyújtott segítségét. Hazatérve, 1931-ben nagyszabású kiállításon mutatta be a Rómában készült munkáit. Az 1930-as években egyre visszafogottabban vett részt kiállításokon, megbízásokat is kevesebbet kapott. Ismét tanárkodott, majd 1936-tól a miskolci iparos tanonciskola igazgatója volt. Egyre visszavonultabb lett, heraldikával, anyagkísérletekkel és restaurálással foglalkozott. 1941-ben tanulmányi felügyelő volt, majd 1942-ben Újvidéken lett állami ipariskolai tanár. Néhány év után visszatért szülővárosába, aktivitása fokozódott, többször is kiállított, és 1948-tól a Képzőművészek Országos Szabad Szervezete miskolci csoportjának elnöke volt. 1950-ben hunyt el.
Bartus Ödön szerette az akvarellt, már ifjú korától ezzel a technikával alkotta művei javát. Legfőképpen tájképeket festett, de portrékat és más jellegű műveket is alkotott. Fontos témái az Avas, Miskolc és a környék tájai voltak. „Képei: Kihasított természetrészek. Mintha a nyesetlen természet tükrözné magát bennük. Naturalista.” – írta Jelenffy Lajos a Magyar Jövő 1923. február 13-ai számában. Pirint Andrea pedig ezzel a mondattal zárja tanulmányát: „Bartus Ödön ízig-vérig miskolci festő volt, de művészetének hatósugara lényegesen nagyobb: művei Borsodban, Abaújban, Zemplénben, sőt Szlovákiában egyaránt otthonra leltek.”

## Válogatott egyéni kiállításai
- 1923 – Gyűjteményes kiállítás, Városháza, Miskolc
- 1925 – Diósgyőr-Vasgyári Kaszinó, Miskolc-Diósgyőr (Meilinger Dezsővel)
- 1926, 1928 – Városháza, Miskolc
- 1930 – Gyűjteményes kiállítás, Miskolc
- 1931 – Római tanulmányúti kiállítás, Miskolc

## Válogatott csoportos kiállításai
- 1920 – Hetven magyar festőművész kiállítása, Megyeháza, Miskolc
- 1920 – A Miskolci Művésztelep I. csoportkiállítása, Megyeháza, Miskolc
- 1924–1928, 1930, 1932, 1934 – A Révay József Közművelődési Egyesület Képzőművészeti Szakosztályának kiállításai, Városháza, Miskolc
- 1925 – A miskolci Görög-Katholikus Nőegylet iparművészeti kiállítása és vendégkiállítók, Megyeháza, Miskolc
- 1934 – A Lévay József Közművelődési Egyesület 40 éves jubileuma alkalmával rendezett képzőművészeti kiállítás, Nemzeti Kaszinó, Miskolc
- 1936 – Miskolci képzőművészek kiállítása, Korona Szálló, Miskolc
- 1946 – A Borsod-Miskolci Képzőművészek Szabad Szervezetének kiállítása, Korona Szálló, Miskolc
- 1950 – Miskolci képzőművészek kiállítása, Borsod-Miskolci Múzeum, Miskolc
- 1950 – Miskolci képzőművészek kiállítása, Debrecen